# Katoličtí mučedníci doby husitské
Katoličtí mučedníci doby husitské je historický a apologetický spis augustiniánského řeholníka, P. Augustina Aloise Neumanna, OSA z roku 1927. 

## Obsah
Augustin Alois Neumann označuje účel tohoto spisu jako "historický a hagiografický" Chce obohatit náhledy na husitskou dobu pohledem poněkud neobvyklým, totiž takovým, ve kterém si všímá katolíků jako obětí náboženské nenávisti ze strany husitů. Autor podrobně pojednává násilí spáchané na katolících, podrobně rozebírá konkrétní případy (například zavraždění sedmi cisterciáckých mnichů na Velehradě v roce 1421, upálení dvou břevnovských benediktinů pro jejich neochotu podávat pod obojí, vyvraždění oseckých cisterciáků v prosinci roku 1429, povraždění sedmi stovek katolíků v Mohelnici a další). V další části spisu rozebírá dobová podání, svědčící o těchto událostech, všímá si dokladů úcty k obětem tohoto násilí, či naopak zlehčování jejich památky u různých autorů. Do výčtu mučedníků zahrnuje Neumann také konšely, svržené z oken radnice na Novém Městě pražském při defenestraci 30. července 1419. 
Rovněž si všímá úcty protestantů k různým protagonistům husitského hnutí, jakož i projevů nesouhlasu s jejich kultem. To dokládá například citacemi ze spisů Františka Jana Vaváka, rychtáře a písmáka z přelomu 18. a 19. století, podrobně rozebírá apologetické spisy někdejšího převora benediktinského opatství v Kladrubech, P. Jiljího Sextettera, OSB. Zároveň však jejich svědectví nepřijímá zcela nekriticky, ale snaží se dobrat objektivního pohledu. Vavákovi například vytýká až přílišnou důvěru v tradované zázraky, které byly s katolickými oběťmi husitů spojovány.
Rozsáhlé kritice autor podrobuje také spis Jana Amose Komenského, Historie o těžkých protivenstvích církve české, kterému je vytýkána přílišná jednostrannost a protikatolická zaujatost, přičemž násilnosti ze strany protestantů vůči katolíkům zcela opomíjí. Odmítá také například kult Jana Želivského s poukazem na skutečnost, že jej nechali popravit samotní husité, umírněnější než on.

## Prameny
Kniha je opatřena rozsáhlou přílohou, poskládanou z citací dobových pramenů a rovněž tak poměrně rozsáhlým poznámkovým aparátem. Opakovaně se objevují citace z Menologia Cisterciense, které sepsal španělský cisterciák Chrysostomus Henriquez, několikrát se autor odvolává na jihomoravského cisterciáka, působícího v Rakousku, Tecellina Halusu, OCist. Mezi prameny jsou dále uvedeny přepisy některých dobových diecézních akt, zmiňujících pronásledování katolíků husity.